# Kosta Tomašević
Kosta Tomašević (in serbo Коста Томашевић?; Stari Banovci, 25 luglio 1923 – Belgrado, 13 marzo 1976) è stato un calciatore jugoslavo, di ruolo attaccante.

## Carriera
Cresciuto nel BSK Belgrado debutta da professionista nel 1946 con la Stella Rossa, di cui diventa una delle prime bandiere, vincendo due campionati della RSF di Jugoslavia, e tre Coppe di Jugoslavia.
Nel 1954 si trasferisce allo Spartak Subotica, dove due anni più tardi chiude la carriera.
Con la Nazionale jugoslava vanta 10 presenze e 5 gol e la partecipazione alle Olimpiadi del 1948, competizione in cui vinse la medaglia d'argento, a cui si aggiunge la partecipazione ai Mondiali del 1950.

## Palmarès

### Club

#### Competizioni nazionali
- Campionato jugoslavo: 2

Stella Rossa: 1951, 1952-1953
- Coppa di Jugoslavia: 3

Stella Rossa: 1948, 1949, 1950

### Nazionale
- Argento olimpico: 1

Londra 1948

### Individuale
- Capocannoniere della Prva Liga: 2

1951 (16 gol) 1954-1955 (20 gol, a pari merito con Predrag Marković e Bernard Vukas)